# Sun Yunzhu
Sun Yunzhu, auch Yen Chu Sun mit der Abkürzung Y. C. Sun, (* 1. Oktober 1897 in Kao-Yu, Provinz Kiangsu; † 1979) war ein chinesischer Paläontologe.
Sun ging auf die Mittelschule in Nanking und studierte an der Nationaluniversität Peking Geologie und Paläontologie mit dem Bachelor-Abschluss. Dann war er Geologe beim Geological Survey von China und Associated Professor an der Universität Peking. 1927 wurde er bei Johannes Walther an der Universität Halle promoviert. Danach war er Professor an der Universität Peking. Beim Krieg mit Japan wurden die nördlichen Universitäten einschließlich der von Peking nach Kunming verlegt und Sun leitete dort die Fakultät für Geologie, Geographie und Meteorologie. Nach dem Krieg war er bis 1952 wieder Direktor des Instituts für Geologie und Paläontologie an der Universität Peking. Danach stand er der Abteilung Geologie im Erziehungsministerium vor.
Er war einer der bedeutendsten Paläontologen Chinas und befasste sich vor allem mit Paläontologie und Stratigraphie des Paläozoikums. Außerdem befasste er sich mit allgemeinen Problemen wie denen mariner Transgression.
Mit Yang Zhongjian beschloss er 1927 auf einer Exkursion der Deutschen Geologischen Gesellschaft in den Harz die Gründung der Chinesischen Paläontologischen Gesellschaft, die im August 1929 in Peking erfolgte. Als erste offizielle Vertreter wurden Ding Wenjiang, Amadeus William Grabau und Sun Yunzhu gewählt.
Sun ist Erstbeschreiber des Ceratiten Ceratites stolleyi SUN 1927
1955 wurde er Mitglied der Academia Sinica und 1960 Vizepräsident der Akademie für geologische Wissenschaften. Er war Gründungsmitglied der Geologischen Gesellschaft Chinas und deren Präsident und er war Präsident der Paläontologischen Gesellschaft Chinas.

## Schriften
- Über den Mundsaum und die Wohnkammer der Ceratiten des Oberen deutschen Muschelkalks. 1 – 22, 2 Tafeln, Inaugural-Dissertation, Vereinigte Friedrichs-Universität Halle-Wittenberg, Verlag von Max Weg in Leipzig, Druck von Oskar Bonde in Altenburg, Thüringen, Halle a. S. 1927, pdf